# Flakon
Flakon – jeden z ostańców w Grupie Borsuka w rezerwacie przyrody Skamieniałe Miasto na Pogórzu Ciężkowickim, w mieście Ciężkowice w województwie małopolskim, w powiecie tarnowskim, w gminie miejsko-wiejskiej Ciężkowice. Znajduje się w Grupie Borsuka pomiędzy skałami Orzeł, Mała Baszta i Jajo. W informatorze turystycznym skały te opisywane są jako Pieczarki i zaznaczone na mapie Geoportalu.
Podobnie, jak wszystkie pozostałe skały w Skamieniałym Mieście Flakon zbudowany jest z piaskowca ciężkowickiego, który wyodrębnił się w okresie polodowcowym w wyniku selektywnego wietrzenia. Najbardziej na wietrzenie narażone były płaszczyzny spękań ciosowych, przetrwały zaś fragmenty najbardziej odporne na wietrzenie. Doprowadziło to do powstania różnorodnych, izolowanych od siebie form skałkowych. W procesie ich powstawania odegrały rolę również powierzchniowe ruchy grawitacyjne i obrywy, które powodowały przemieszczenia się niektórych ostańców i ich wychylenia od pionu.
Flakon nadaje się do boulderingu. Są na nim 3 trudne drogi wspinaczkowe (baldy) o trudności od 7b+ do 7c+ w skali francuskiej. Wspinanie jednak jest zabronione.

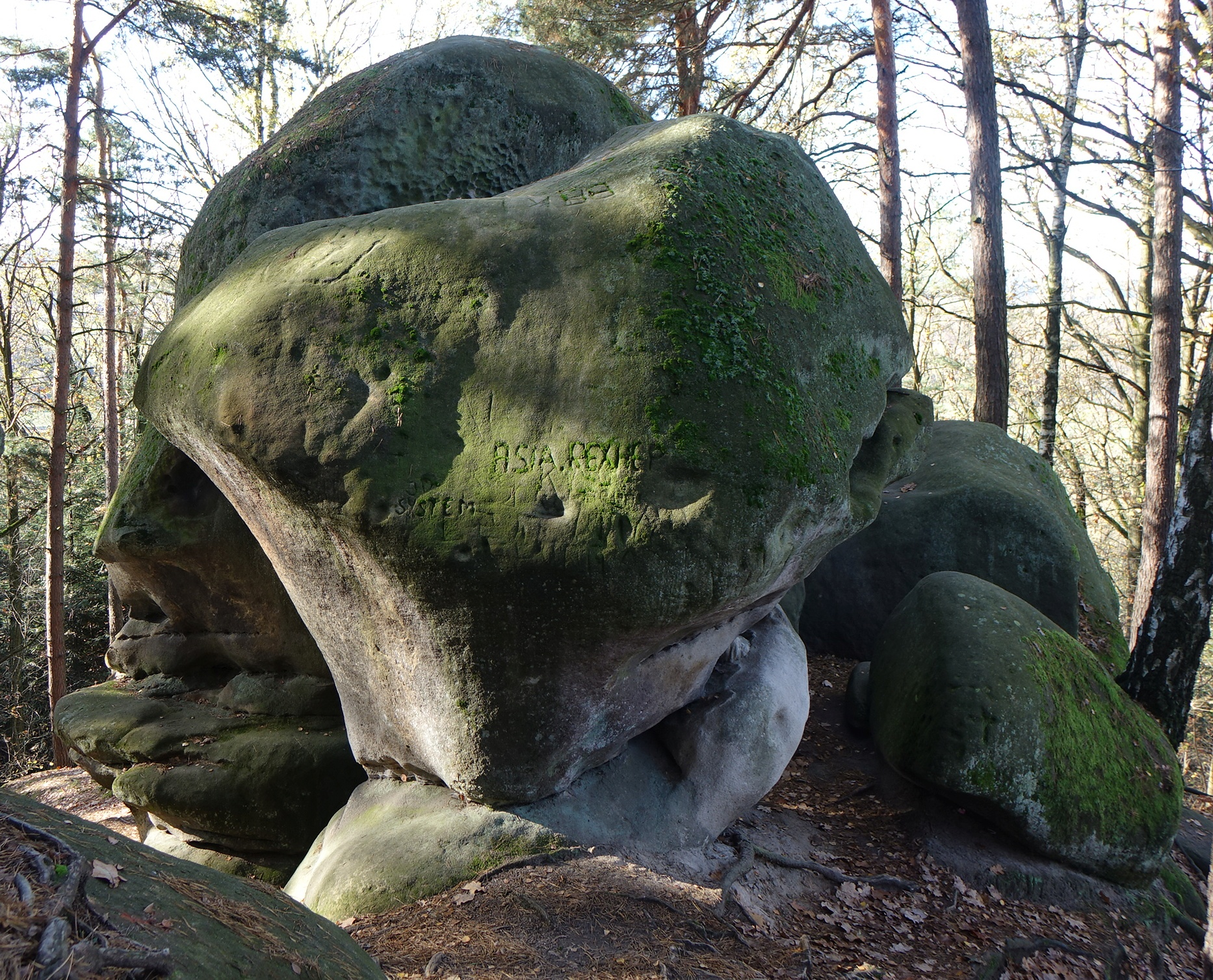
Flakon
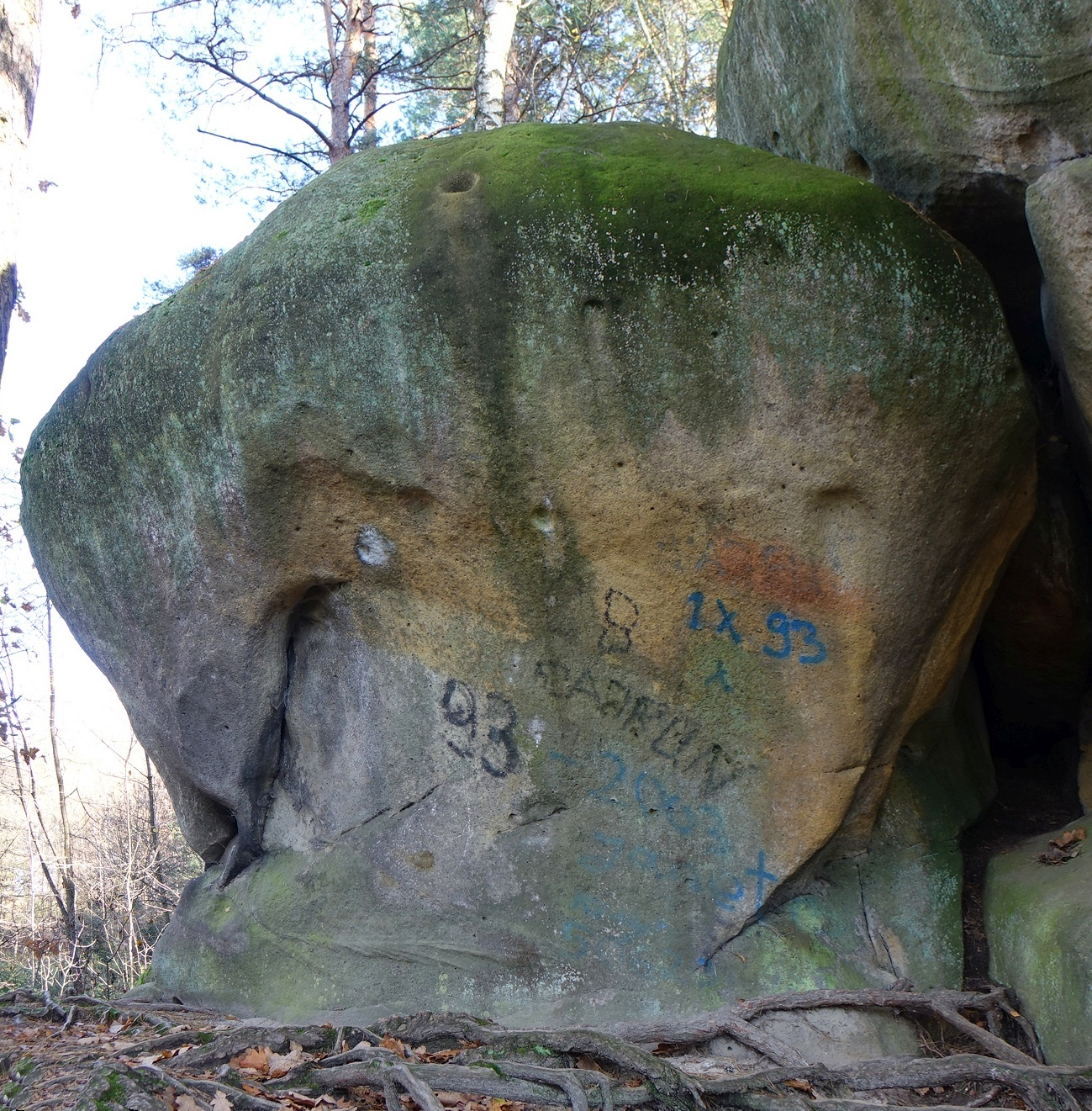
Flakon
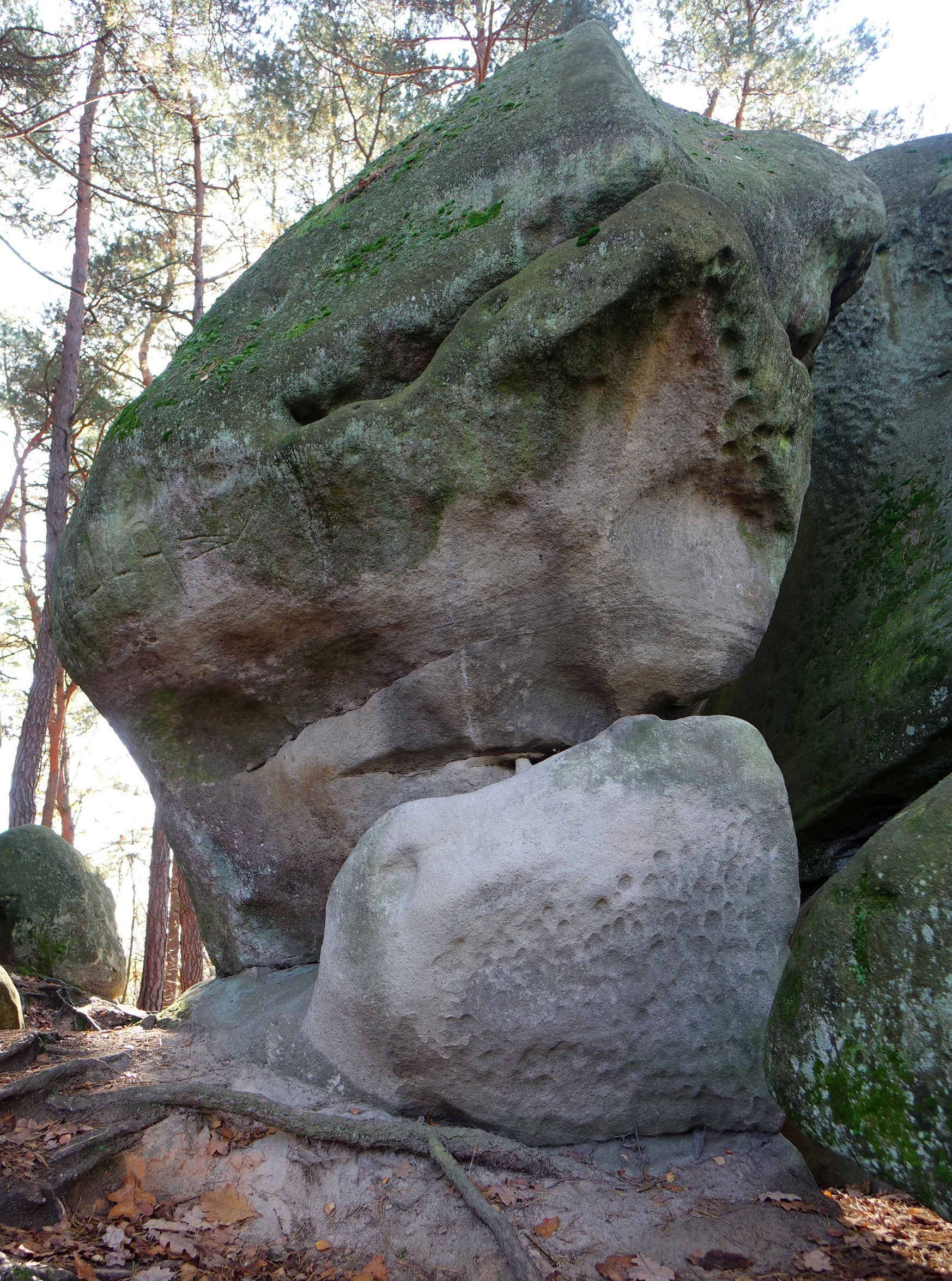
Flakon
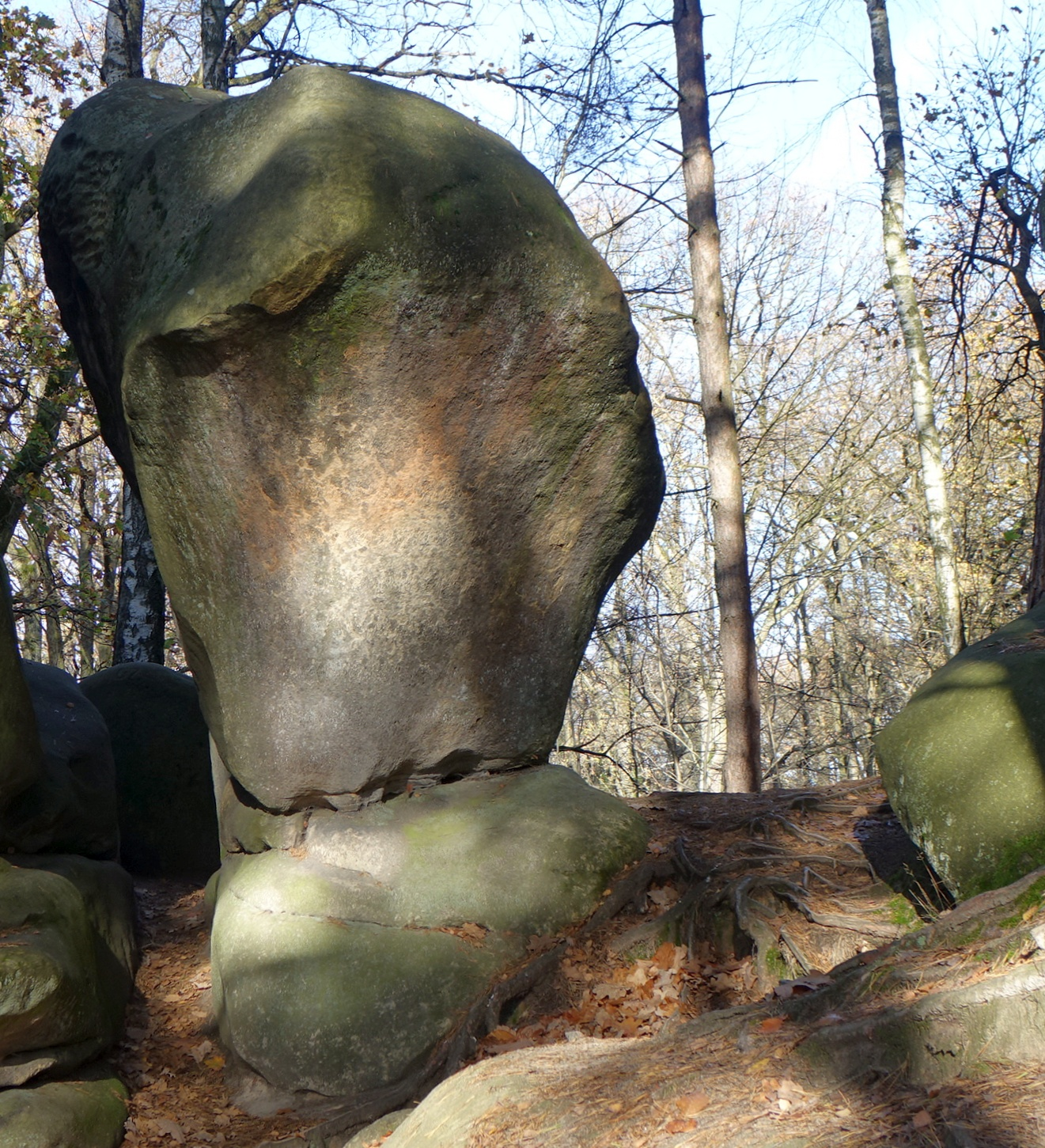
Flakon
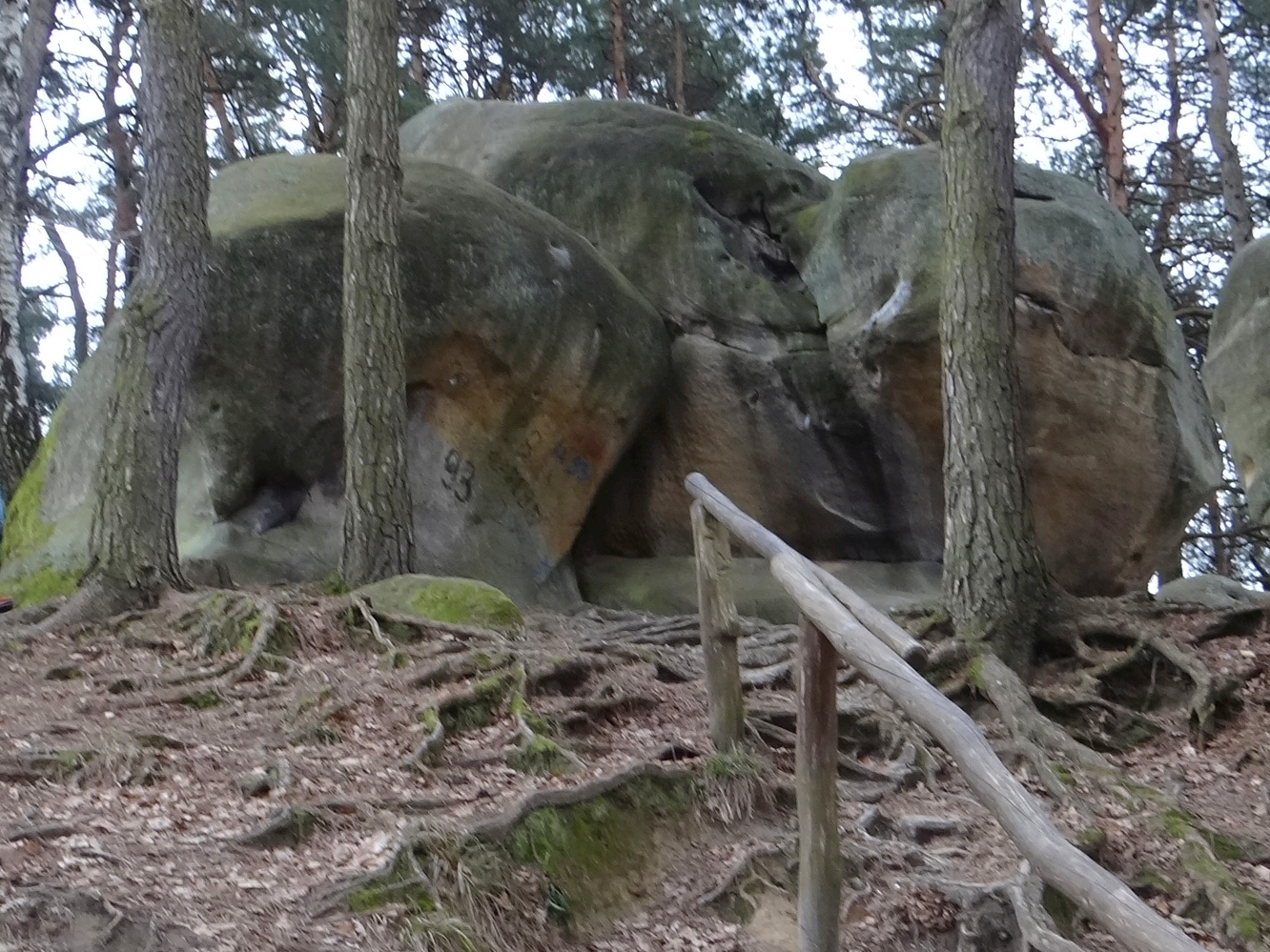
Flakon i Mała Baszta

Obok Flakonu prowadzi znakowany szlak turystyczny. Wędrówkę nim można rozpocząć od parkingu znajdującego się w odległości około 1 km od centrum Ciężkowic, po lewej stronie drogi wojewódzkiej nr 977 z Tarnowa do Gorlic.